# Hiriyur
Hiriyūr är en ort i Indien.   Den ligger i distriktet Chitradurga och delstaten Karnataka, i den södra delen av landet, 1 600 km söder om huvudstaden New Delhi. Hiriyūr ligger 607 meter över havet och antalet invånare är 53 519.
Terrängen runt Hiriyūr är platt. Runt Hiriyūr är det ganska tätbefolkat, med 172 invånare per kvadratkilometer. Det finns inga andra samhällen i närheten. Trakten runt Hiriyūr består till största delen av jordbruksmark.